# 泉州公交23路
泉州公交23路是中华人民共和国泉州市境内的一条公共交通线路，全程20公里。起讫点为华侨大学首末站至市中医院首末站，运营时间为华侨大学首末站：7:00-22:40；市中医院首末站：6:10-22:00

## 历史
- 1999年6月1日，泉州公交发展有限公司（公交集团前身）开通23路。初期运营区间为火车站-泉州游乐园，初期运营时间为6:30-17:40。初期使用车辆为11部华夏AC6750Q型汽油无空调公交车[1]
- 2000年10月1日，23路自游乐园经由乐园路、南环路延伸至泉州商校（现泉州经贸学院）始发终到[2]
- 2003年8月1日，23路开通夜班服务。夜班运行区间调整为湖美酒店-泉州商校。运营时间调整为湖美酒店18:34-22:00、泉州商校19:12-22:32。[3][4]
- 2004年11月1日，23路自该日起取消途径展览城、游乐园，改为途径南环路至樟崎村口后原线行驶。[5]
- 2005年12月10日，因桥南立交桥施工需要，23路取消途径温陵南路、泉州大桥、南迎宾大道。改为途径义全街、堤后路、笋江桥、兴贤路、火炬路至南环路后原线行驶[6][7][8]
- 2006年6月1日，23路接手并更换自19路退下的16部星王ZA6790E型柴油无空调城市客车。
- 2007年7月12日，桥南立交通车。23路自该日起恢复途径泉州大桥、南迎宾大道，取消途径义全街、堤后路、义全街、堤后路、笋江桥、兴贤路、火炬路[9]
- 2007年12月10日，因泉州大桥北桥头实行单向循环，23路往火车站方向改为途径宝洲街、田安南路、泉秀街至温陵南路后原线行驶[10]
- 2008年3月1日，23路启用无人售票制度，票价不变[11]
- 2009年4月1日，23路夜班终点由经贸学院，经由南环路、常泰路至常泰街道办事处始发终到，白班不延伸[12]
- 2009年10月1日，23路更换为16部大金龙XMQ6762NEG3型柴油空调客车[13]，同时由三分公司（后更名为洛江公司）转为隶属一分公司（后更名为江南公司）
- 2010年10月16日，23路更换为15部福达FZ6890UF3G3型柴油空调客车[14]
- 2011年1月1日，23路启用泉通卡刷卡支付[15]
- 2012年7月8日，泉州大桥北桥头取消单向循环，23路往双向改为途径温陵南路。取消途径宝洲街、田安南路、泉秀街[16]
- 2016年2月14日，一男子在乘坐23路闽CYA093号车时，因投币问题与司机发生争执。该男子持刀砍伤司机，造成该车司机头部受伤[17]
- 2016年5月，因开通K7路及为K503路增加运能的需要，泉州公交划拨23路10部福达FZ6890UF3G3至K7、K503路。23路接手并更换自K203路退下的10部大金龙XMQ6762NEG3型柴油空调客车。
- 2017年3月，因一分公司退出运营K508路，23路接手并更换K508路退下的2部FZ6890UF3G3，并退下2部大金龙XMQ6762NEG3停备闲置
- 2017年4月25日，因中骏商城·S公寓首末站建成投用，23路白班自经贸学院缩线至中骏商城·S公寓。夜班仍然运行至常泰街道办事处，首末班时间不变[18]
- 2017年6月30日，23路票价由分段计价¥2.0降为一票制¥1.0[19][20]
- 2018年1月，由于缺驾且为更换车型，23路退下8部XMQ6762NEG3，并更换自55路等线路退下的5部FZ6890UF3G3，配车数减少至12部
- 2018年5月20日，23路全线更换为16部大金龙XMQ6802AGBEVL2型空调电动巴士，原有FZ6890UF3G3封存
- 2019年3月5日，23路取消途经火炬工业区路口、国防教育中心、乌石路口。改为途经泉安北路、池峰路、乌石路至樟崎村口后原线行驶，火车东站发车时间调整为6:30-22:40，票价不变。[21]
- 2019年8月9日，因圣墓站离东湖刺桐路口过近导致左转困难，23路往常泰街道方向单边取消停靠圣墓站。[22]
- 2021年5月30日，受当日强降雨影响，南环路经贸学院路段出现积水无法通行。受此影响23路当日取消途径高新科技园至常泰街道办事处站，次日恢复。[23]
- 2021年10月13日，因泉州大桥加固施工封闭半幅车道，23路往常泰街道办事处方向临时取消途径泉州汽车站西门、泉州大桥、华洲家装市场、华洲。改为途径田安路南段、田安大桥、池峰路东段至晋江第三实小原线行驶，其余不变。[24]
- 2022年1月11日，泉州大桥恢复双向通车，23路自该日起取消途径田安路南段、田安大桥、池峰路东段，双向恢复途径泉州汽车站西门、泉州大桥、华洲家装市场、华洲。[25]
- 2022年2月13日，自该日起23路夜间时段不再运行至常泰街道办事处，取消途径南环路经贸学院至泉海机械段、常泰路，全天改为至中骏商城·S公寓始发终到。运营时间、票价不变。[26][27]
- 2022年3月16日，因疫情防控要求暂停中心市区范围内所有公交线路运营。23路自当日首班起暂停运营至4月14日。[28]
- 2022年4月15日，23路恢复运营。临时取消途径泉安路、池峰路、乌石路，改为途径浦口环岛、南环路至樟崎村口后原线行驶。运营时间临时调整为中骏商城•S公寓6:50-18:00、火车东站7:30-18:40。[29]
- 2022年4月18日，23路运营时间恢复为火车东站6:30-22:40、中骏商城·S公寓6:00-22:00[30]
- 2022年5月10日，因503路车辆更换需要，23路划拨2部XMQ6802AGBEVL2至503路，23路配车数降为14部。
- 2022年8月5日，23路自该日起增停高新科技园站，取消停靠仕公岭站。同日，因泉州东站将于兴泉铁路通车后拆除，原火车东站首末站更名为泉州铁路公司站。运营时间变更为泉州铁路公司7:00-22:40、中骏商城·S公寓6:10-22:00[31]
- 2022年12月30日，自该日起23路往中骏商城·S公寓单向增停蓬莱路口站。同日，因泉州汽车站已停止运营，原泉州汽车站西门更名为温陵路南段站。[32]
- 2023年9月25日，因优化调整，23路自该日起取消途径泉州铁路公司。改为途径北迎宾大道至华侨大学首末站始发终到，其它不变。[33]
- 2024年12月6日，因南环高架桥施工，23路无法进入中骏商城·S公寓。自该日起23路调整至市中医院首末站始发终到，其它不变。
- 2025年8月18日，因中环城路池峰高架桥施工围挡。23路自该日起双向取消途径华洲、晋江第三实小路口、桥南片区、南天裕景等站。改为途径兴霞路、望江路至池峰路后原线行驶。

## 站点
| 路线 | 路线   | 路线   | 所在地区、街道 | 所在地区、街道      | 站点名         | 备注                        |
| ---- | ------ | ------ | -------------- | ------------------- | -------------- | --------------------------- |
|      |        |        | 丰泽区         | 城华北路 北迎宾大道 | 华侨大学首末站 | 起讫站                      |
|      |        |        | 丰泽区         | 城华北路 北迎宾大道 | 火烧桥         | 华大电商园                  |
|      |        |        | 丰泽区         | 城华南路 北迎宾大道 | 黄林新村       | 原名 火车东站               |
|      |        |        | 丰泽区         | 城华南路 北迎宾大道 | 明日广场       |                             |
|      |        |        | 丰泽区         | 城华南路 北迎宾大道 | 蓬莱路口       | ↓                           |
|      |        |        | 丰泽区         | 东湖街              | 坪山路口       |                             |
|      |        |        | 丰泽区         | 东湖街              | 圣墓           | ↑                           |
|      |        |        | 丰泽区         | 刺桐北路            | 人才大厦（↓）  | 线务局（↑）                 |
|      |        |        | 丰泽区         | 湖心街              | 湖心街中段     |                             |
|      |        |        | 丰泽区         | 田安北路            | 青少年宫       | 丰泽广场                    |
|      |        |        | 丰泽区         | 丰泽街              | 儿童医院       |                             |
|      |        |        | 丰泽区         | 温陵北路            | 温陵路中段     | 原名 公交车站               |
|      |        |        | 丰泽区         | 温陵南路            | 海关大楼       |                             |
|      |        |        | 丰泽区         | 温陵南路            | 温陵路南段     | 原名 中医院、泉州汽车站西门 |
|      |        |        | 晋江市         | 泉安北路            | 华洲家装市场   | 原名 华洲                   |
|      | 鲤城区 | 池峰路 | 池峰路中段     |                     |                |                             |
|      | 鲤城区 | 乌石路 | 万祥汽车站     |                     |                |                             |
|      | 鲤城区 | 南环路 | 樟崎村口       |                     |                |                             |
|      | 鲤城区 | 南环路 | 洋仕村口       | 市中医院东          |                |                             |
|      | 鲤城区 |        |                | 池峰路              | 市中医院首末站 | 起讫站                      |

## 票价
23路计价方式为一票制，全程票价¥1.0。其中：
- 泉通卡普通卡9折，月票卡、敬老卡、爱心卡优惠功能有效
- 可使用泉城通APP及支付宝、云闪付、微信乘车码支付

## 配车
23路配车数总计14部，其中：
- 大金龙XMQ6802AGBEVL2 14部

- 星王ZA6790E
（2006.6 - 2009.10）
- 大金龙XMQ6762NEG3
（2009.10 - 2010.10/2016.4 - 2018.1）
- 福达FZ6890UF3G3
（2010.10 - 2018.5）
- 大金龙XMQ6802AGBEVL2
（2018.5 - ）

## 相关
- 泉州公交线路列表